# Гленн, Кимико
Кимико Элизабет Гленн (англ. Kimiko Elizabeth Glenn) — американская актриса, наиболее известная благодаря своей роли Брук Сосо в сериале Netflix «Оранжевый — хит сезона». Она также известна по голосу Лины Саблекрыл в «Утиных историях» и Пени Паркер в «Человеке-пауке: Через вселенные».

## Биография
Гленн родилась и выросла в Фениксе, штат Аризона, и будучи ребёнком начала выступать на местной сцене. После нескольких месяцев обучения в Бостонской консерватории она получила роль в национальном туре мюзикла «Весеннее пробуждение».
Затем она перебралась в Нью-Йорк, где начала выступать на офф-бродвейской сцене, прежде чем получить роль заключённой во втором сезоне сериала Netflix «Оранжевый — хит сезона». В 2015 году она также взяла на себя второстепенную роль в сериале FX «В браке» и роль в фильме Lionsgate «Нерв». В 2018 году вышел ситком «Лайза нарасхват» с Лайзой Коши, в котором Кимико сыграла роль Харлоу, соседки Лайзы.

## Фильмография
| Год         | Название на русском                 | Название на английском            | Роль                   | Примечания                                                                            |
| ----------- | ----------------------------------- | --------------------------------- | ---------------------- | ------------------------------------------------------------------------------------- |
| 2012        | Приключения французов в Нью-Йорке   | Nous York                         | Продавщица             |                                                                                       |
| 2012        |                                     | Galaxy Comics                     | Тина                   | Короткометражный фильм                                                                |
| 2013        |                                     | Holding Patterns                  | Дэйси                  | Пилот                                                                                 |
| 2014        | Опрометчивый                        | HairBrained                       | Веселая девушка        |                                                                                       |
| 2014        | Закон и порядок: Специальный корпус | Law & Order: Special Victims Unit | Лили Динг              | Эпизод: «Thought Criminal»                                                            |
| 2014—2019   | Оранжевый — хит сезона              | Orange Is the New Black           | Брук Сосо              | Премия Гильдии киноактёров США за лучший актёрский состав в комедийном сериале (2015) |
| 2015        | Брод Сити                           | Broad City                        | Кассир                 | Эпизод: «Kirk Steele»                                                                 |
| 2015        | Строительство                       | Construction                      | Эрин                   |                                                                                       |
| 2015        | В браке                             | Married                           | Миранда                |                                                                                       |
| 2016        | Нерв                                | Nerve                             | Лив                    |                                                                                       |
| 2017 — 2021 | Утиные истории                      | DuckTales                         | Лина Саблекрыл (голос) | Повторяющаяся роль                                                                    |
| 2018        | Лайза нарасхват                     | Liza on demand                    | Харлоу                 |                                                                                       |
| 2018        | Человек-паук: Через вселенные       | Spider-Man: Into the Spider-Verse | Пени Паркер            |                                                                                       |
| 2021        | Мир Кентавров                       | Centaurworld                      | Лошадка                |                                                                                       |
| 2021        | My Little Pony: Новое поколение     | My Little Pony: A New Generation  | Иззи Мунбоу            |                                                                                       |
| 2024        | Отель Хазбин                        | Hazbin Hotel                      | Ниффти                 |                                                                                       |